# Renbaan van Bosvoorde (renbaan)

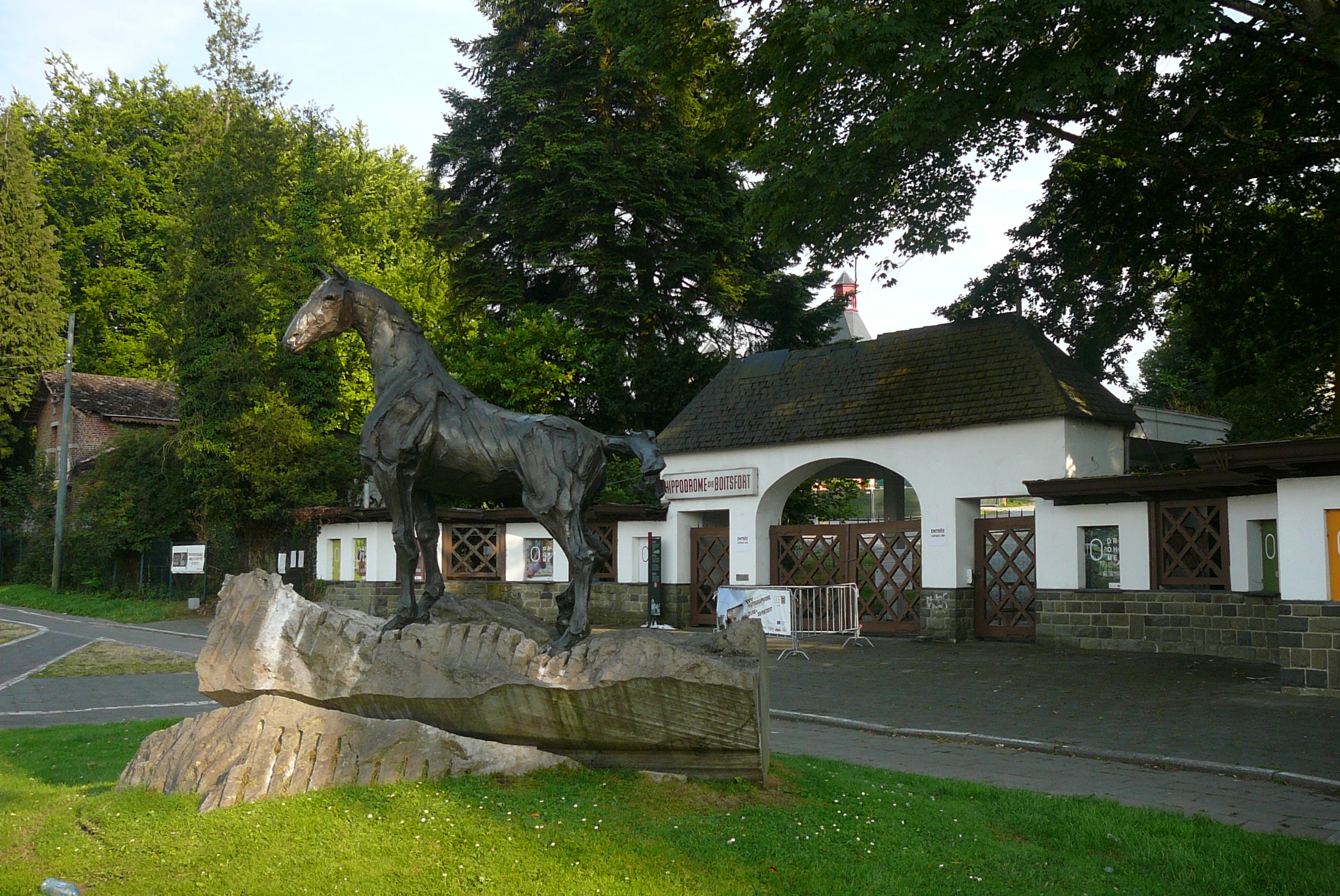
Ingang van de renbaan

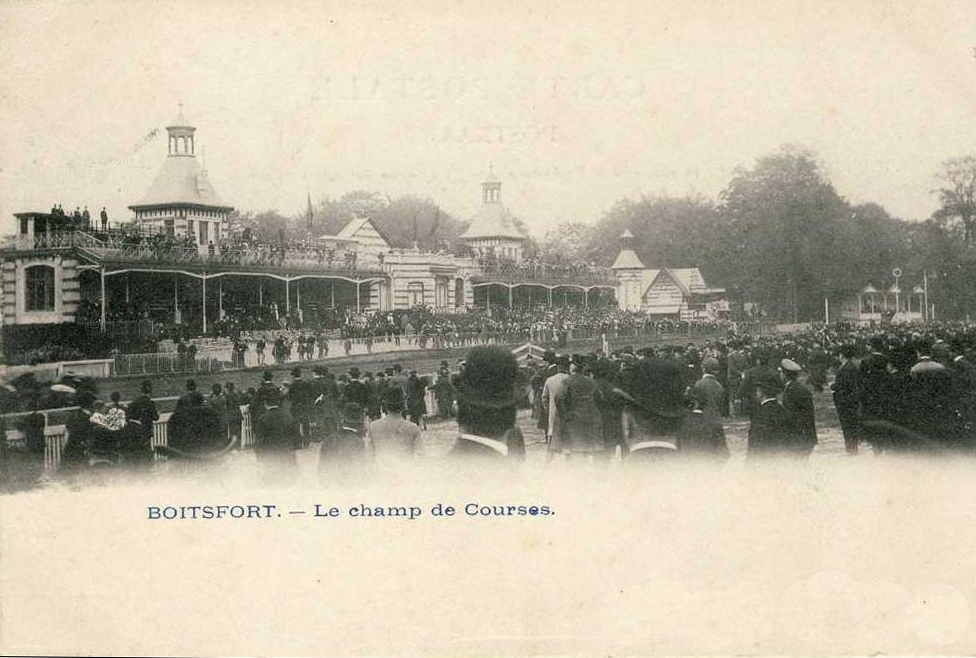
De grote tribune omstreeks 1900

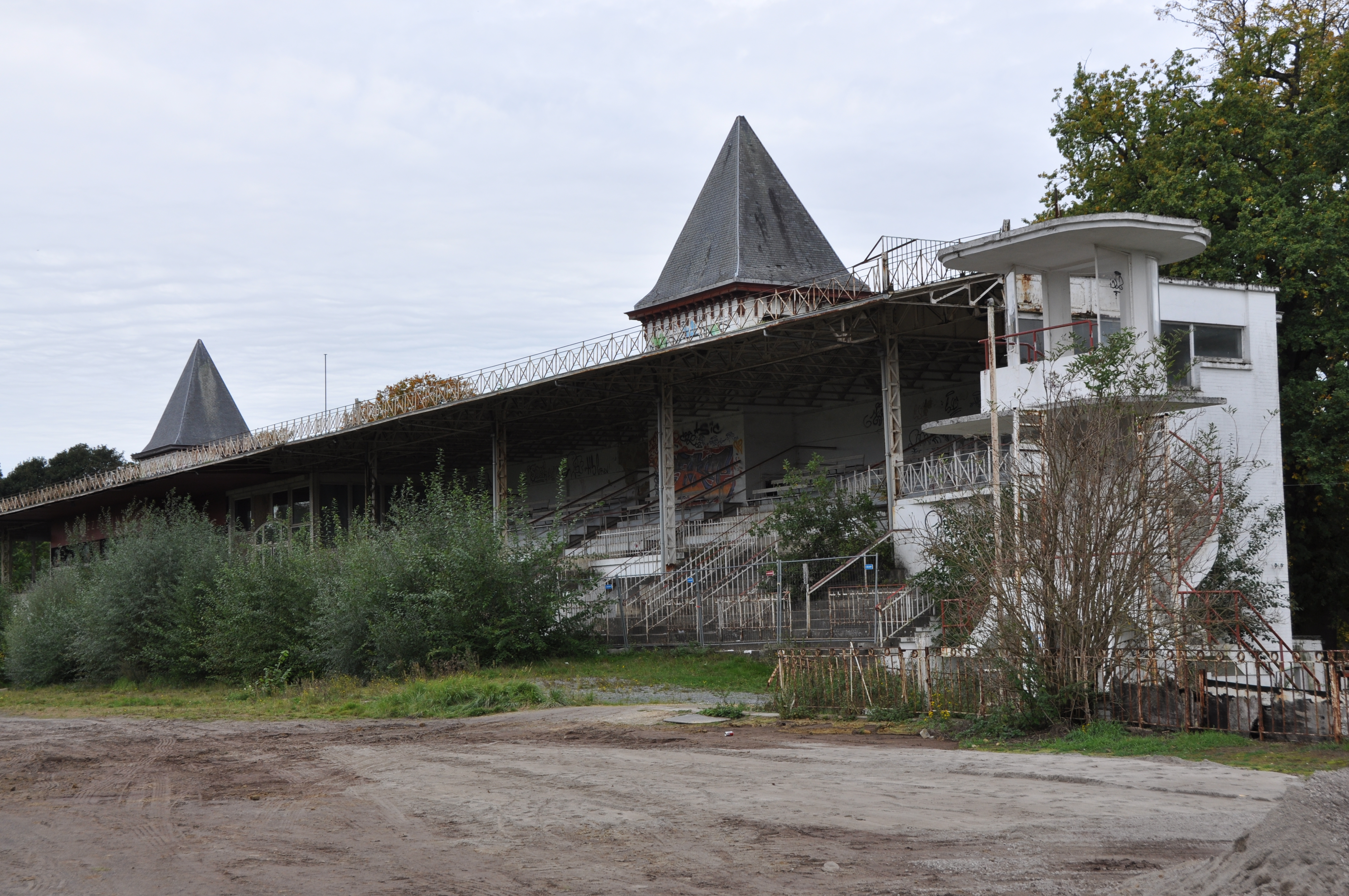
De grote tribune voor de renovatie

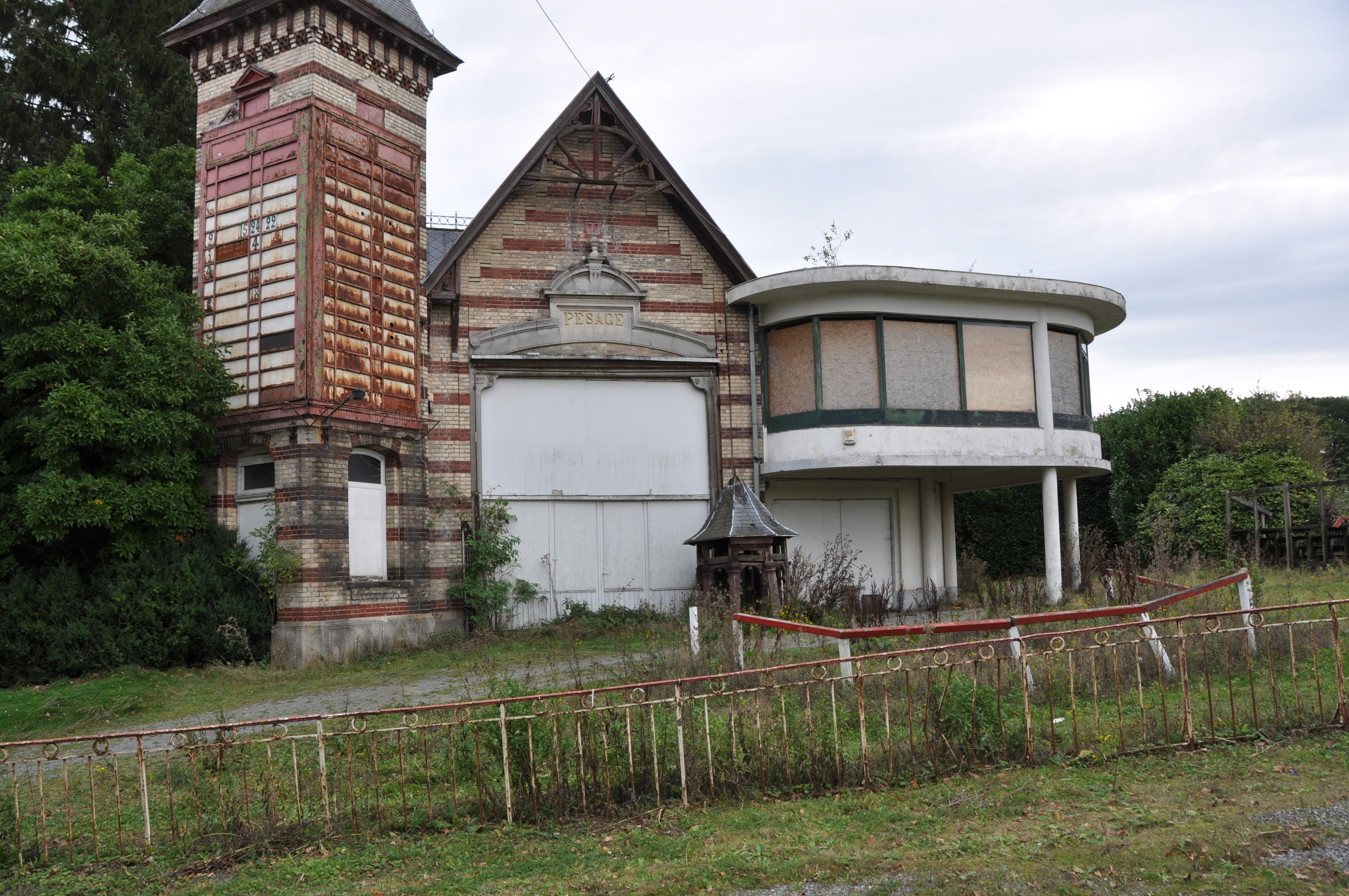
Het weeggebouw voor de renovatie

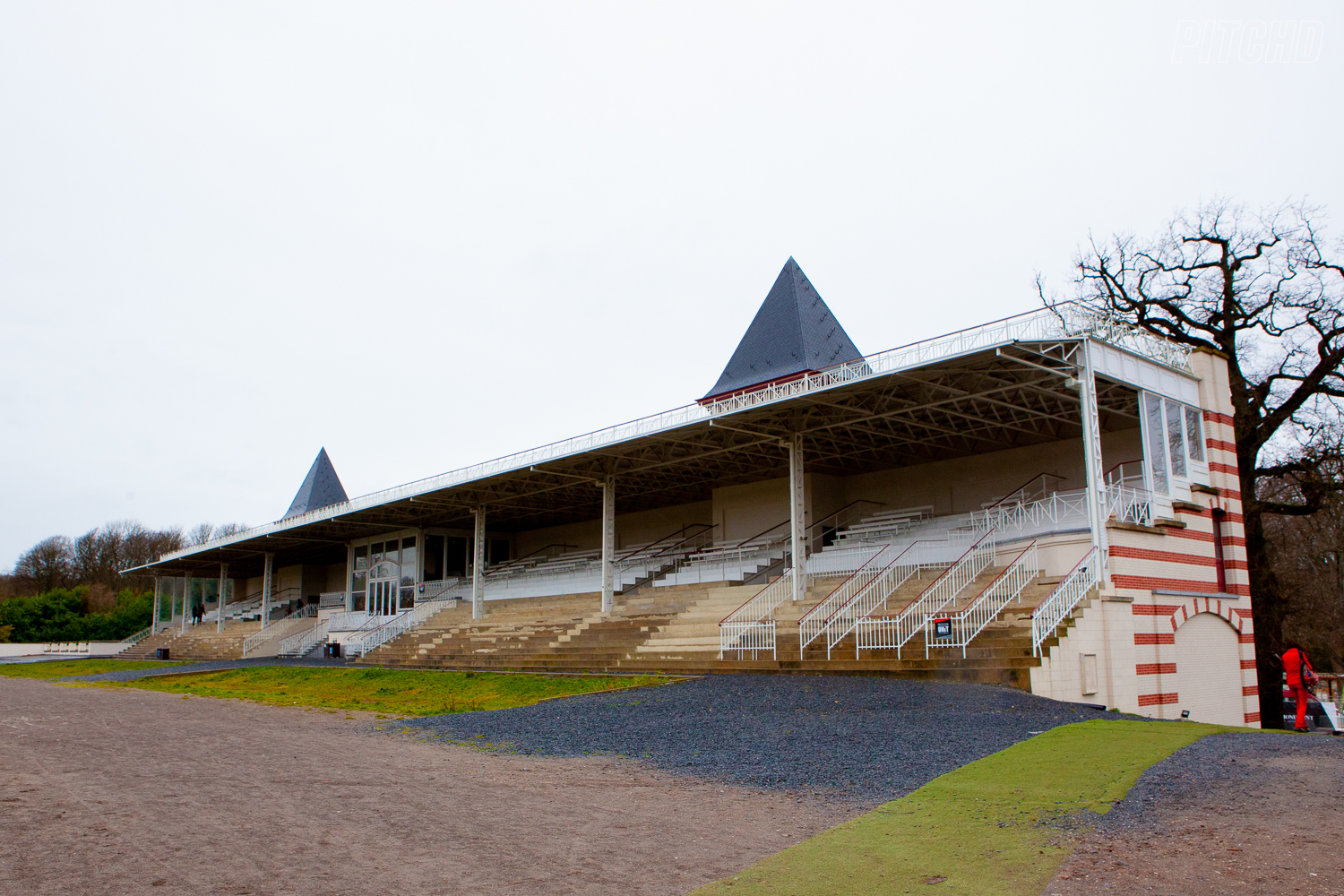
De grote tribune na de renovatie

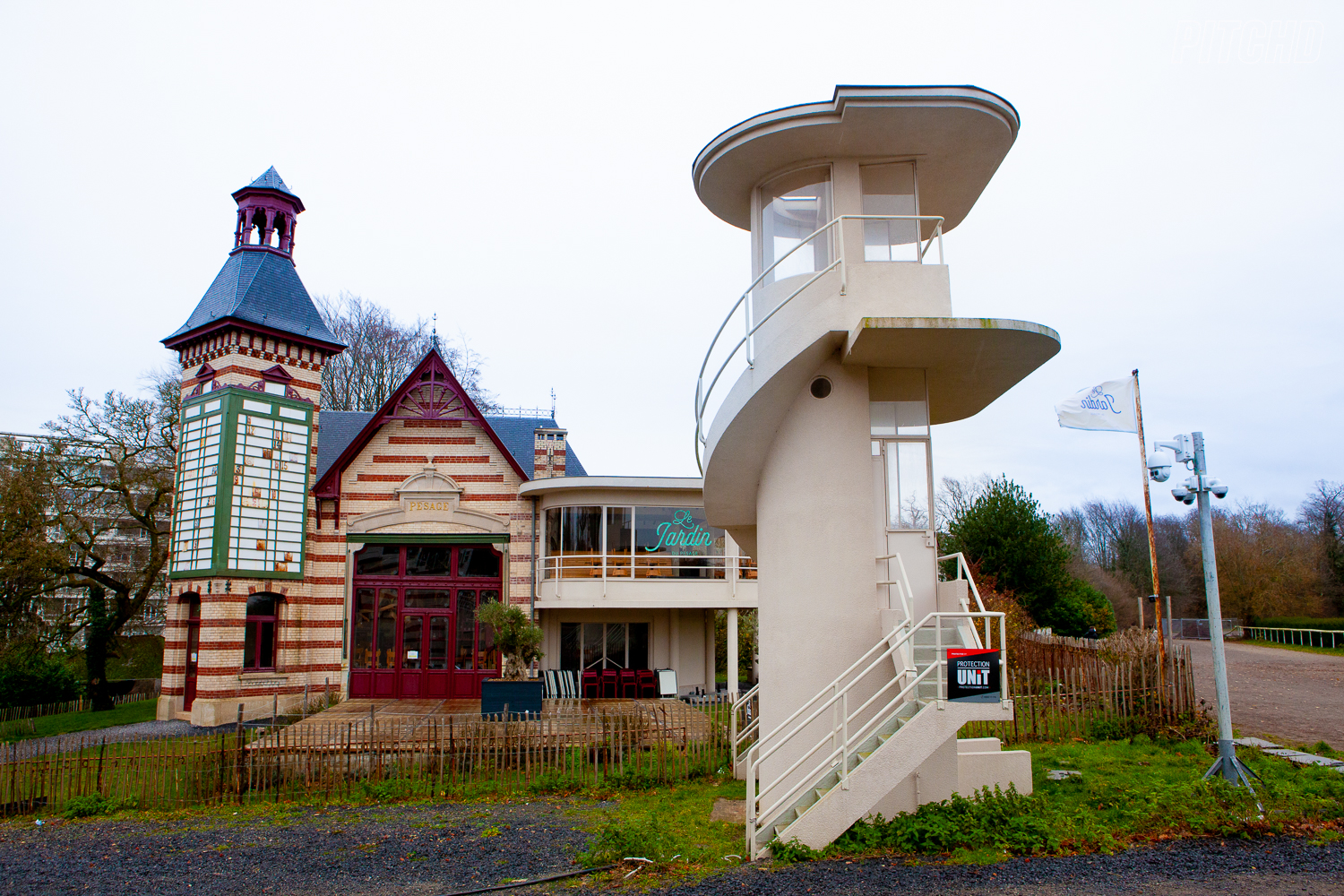
Het weeggebouw na de renovatie

De Renbaan van Bosvoorde of Hippodroom van Bosvoorde (Frans: Hippodrome de Boitsfort) is een voormalige paardenrenbaan in de Brusselse gemeente Ukkel. De renbaan opende in 1880, was 1,9 kilometer lang en 17 meter breed. De laatste race werd in 1995 gehouden. De gebouwen werden echter al in de jaren '80 hierna verlaten, waarna deze net als de tribunes van de renbaan van Groenendaal en Sterrebeek in verval raakten. Tegenwoordig zijn de historische gebouwen volledig gerenoveerd en wordt de binnenkant van de baan sinds 1987 gebruikt als golfterrein. Hier is een nieuw recreatiedomein gekomen onder de naam Dromhe Park.

## Geschiedenis
Gedurende de Belle époque nam de gegoede burgerij stelselmatig toe in Brussel. Deze rijke bevolkingsgroep kreeg bovendien een zeer sterke belangstelling voor sportwedstrijden, waaronder paardenkoersen. Ook de Belgische koning Leopold II was vanouds een groot liefhebber van de paardensport en wilde dat naast Oostende ook Brussel een eigen renbaan kreeg. In 1875 stelde hij de bouw van een hippodroom voor aan het parlement en in augustus van datzelfde jaar werd al een deel van het Zoniënwoud onteigend. De feitelijke werken begonnen twee jaar later, in opdracht van de Société Royale d’Encouragement pour l’Amélioration des Races de Chevaux (SRE). De landschapsarchitect Édouard Keilig, die ook het Ter Kamerenbos ontwierp, werkte het ontwerp van de ovale renbaan uit. Eveneens in 1878 werd de bouw van de grote koninklijke tribune aangevangen. De voltooide renbaan werd uiteindelijk in 1880 feestelijk geopend door koning Leopold zelf. Het bekende weeggebouw naast de tribune werd in 1900 gebouwd, naar plannen van architect François Kips. De uitbating van de renbaan en de organisatie van de koersen werd toevertrouwd aan de Société d'Encouragement des races de chevaux et le développement des courses en Belgique.
De hippodroom was in de eerste plaats bedoeld voor de hoge burgerij, voor wie het bijwonen van paardenrennen een geliefde activiteit was. Het ging niet enkel om de sport, maar ook om het gokken en het pronken met de laatste modes. De 'Beau-Monde ging vooral per trein naar de koersen, via het nabijgelegen station van Bosvoorde. Hierdoor werd ook gesproken over de Renbaan van Bosvoorde, en niet van Ukkel, de gemeente op wiens grondgebied de renbaan werkelijk ligt. Ook de gewone burger kon de paardenkoersen bijwonen, zij het niet in de tribune, maar vanuit het uitgebreide grasperk in het centrum van de baan.
Door het grote succes kwam er in 1907 een forse uitbreiding, waarbij nu een deel door het Zoniënwoud liep. De gebouwen werden tussen 1942 en 1951 gerenoveerd door architect Paul Breydel, waarbij modernistische kenmerken werden toegevoegd aan de tribunes. De populariteit van de rennen nam vanaf deze periode echter zienderogen af. Toch bleven er nog lang koersen plaatsvinden, al vonden deze steeds minder frequent plaats. Door gebrek aan onderhoud verloren de gebouwen ook aan grandeur. Uiteindelijk hield de SRE in 1987 op met het organiseren van paardenrennen en verhuurde de gebouwen door aan een restaurant en een discotheek. Daarnaast opende er op het grote grasveld in het midden van de baan ook een golfterrein onder de naam Brussels Golf Club (sinds 2014 'Brussels DOH!ME Golf Club). Door het aflopen van het huurcontract verdwenen de horecazaken echter, waardoor de gebouwen verder in verval raakten. Anno 2005 was de toestand ervan zo achteruitgegaan dat zelfs een eventuele afbraak ter sprake kwam. Onder druk van de bevolking en lokale politici werd uiteindelijk besloten het terrein te herstemmen en de historische bouwwerken te renoveren. In 2013 investeerde het Brussels gewest 6 miljoen euro in de volledige restauratie van de gebouwen, die in 2016 voltooid was. Verder is er op de site een nieuw recreatiedomein gekomen, onder de naam DOH!ME, waarbij naast de golfbaan verschillende sportfaciliteiten en horecazaken worden voorzien.

## Gebouwen
De hippodroom bestond in haar beginjaren uit ongeveer 29 verschillende gebouwen. Naast de tribunes was er nog accommodatie voorzien voor de ruiters en de paarden. Na de restauratie in 2016 bleven hiervan nog vier historische gebouwen over:
- Het toegangsgebouw (1920): Gelegen aan de Franklin Rooseveltlaan.
- De grote tribune (1875): met twee torens en de koninklijke plaatsen, links van het weeggebouw.
- De kleine tribune (1900): gelegen rechts van het weeggebouw.
- Het weeggebouw (1900): waar de ruiters gewogen werden alvorens ze aan de wedstrijd mochten deelnemen.

Verder is er ook nog een kleine betonnen toren, waar de omroepers zetelden.